# Еарагама-08
Грама Ніладхарі Еарагама-08 (№ IR/84D) — Грама Ніладхарі підрозділу ОС Ерагама, округ Ампара, Східна провінція, Шрі-Ланка.

## Демографія
| Населення (2007) | Населення (2007) | Населення (2007) | Населення (2007) | Населення (2007) |
| Населення        | Чоловіки         | Жінки            | Діти             | Дорослі          |
| ---------------- | ---------------- | ---------------- | ---------------- | ---------------- |
| 902              | 464              | 438              | 391              | 511              |